# Bahamas
Bahamas, formellt Samväldet Bahamas, är en stat bestående av en kedja av ett stort antal öar i Västindien utspridda mellan Florida och Kuba, varav 30 är bebodda. Landet täcker en landyta på cirka 10 000 kvadratkilometer, och befolkningen uppgår till cirka 350 000 invånare år 2021. Bahamas ekonomi är till stor del beroende av turism, bland annat från det närliggande USA. Ögruppen är uppbyggd av sedimentära bergarter, och området har stora korallrev.

## Etymologi
Namnet Bahamas härrör troligen från språket taíno och uttrycket ba ha ma ("stort övre medelland"), vilket var ursprungsfolkets benämning på regionen. Möjligen kan namnet också härstamma från spanskans baja mar ("grunt vatten/hav" eller "lågvatten"), vilket skulle avspegla områdets grunda vatten. Ytterligare ett förslag är att Bahamas skulle härröra från Guanahani, ett namn med oklar betydelse.

## Historia

### Européernas ankomst

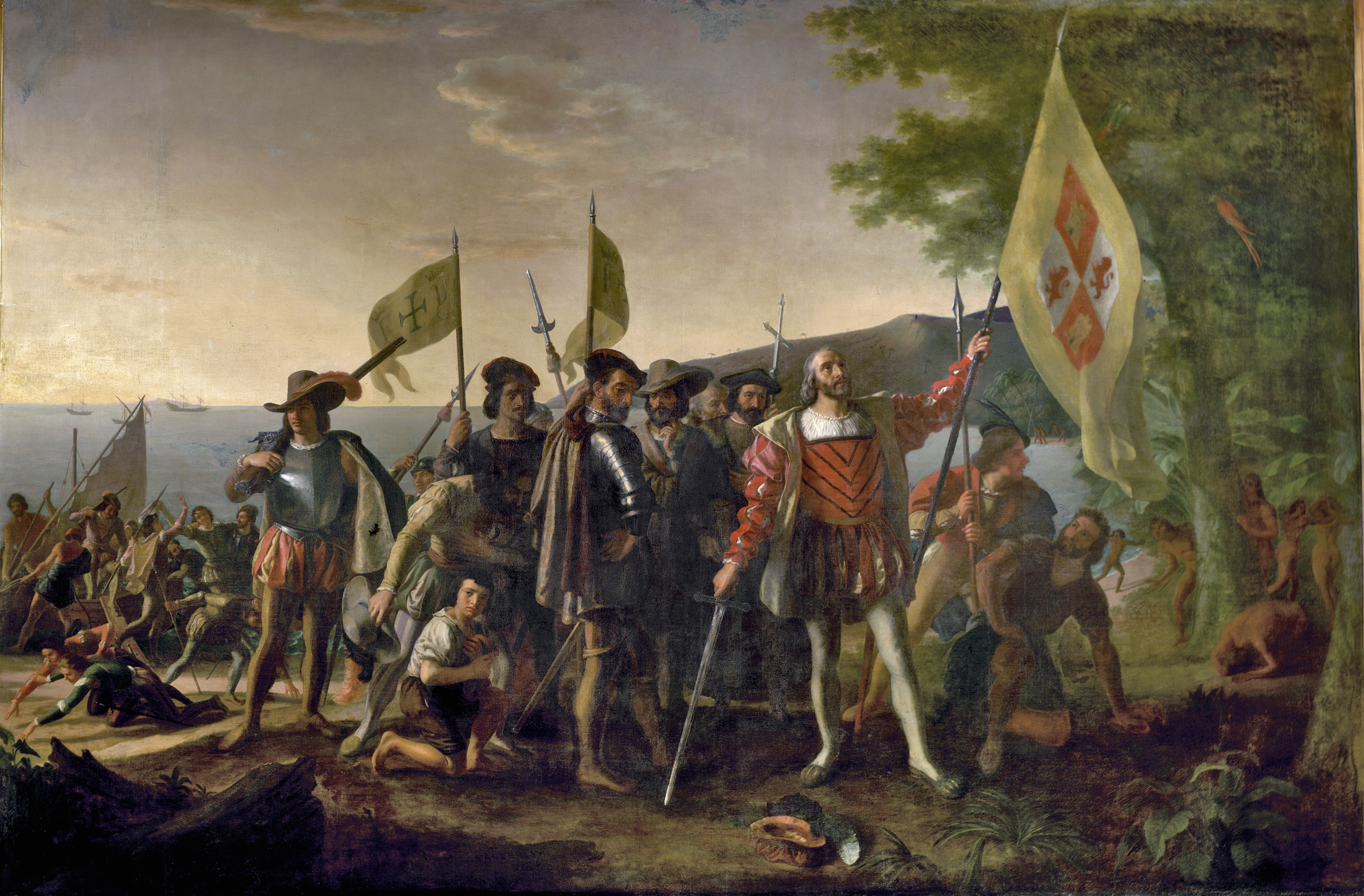
Målning över Columbus ankomst till Amerika, på Guanahani.

Bahamas var före européernas ankomst till öarna befolkade av taínos. Ursprungsbefolkningen hade kommit till öarna från Hispaniola på 800-talet. Den första ön som Christofer Columbus anträffade när han kom till Västindien 1492 var en av Bahamas öar. Man har tidigare antagit att det har rört sig om ön San Salvador, men numera pekas även Samana Cay ut som möjligt alternativ. Även om Columbus deklarerade att öarna var spanskt territorium, gjordes inga större försök att kolonisera dem inledningsvis. Istället förslavade man den inhemska befolkningen och flyttade mellan 1492 och 1508 cirka 40 000 människor till gruvor på Hispaniola. Öarna kom att bli avfolkade i mer än ett århundrade.

### Brittisk kolonisering
Det brittiska intresset för ögruppen började redan 1629. De första engelska bosättarna anlände till ögruppen 1648. Religiösa motsättningar bland engelska kolonialister på Bermuda som fick en grupp män att söka en religiös fristad på Bahamas. De etablerade den första permanenta europeiska bosättningen i Bahamas, på en ö de kallade "Eleuthera" efter det grekiska ordet för "frihet". Huvudnäringar på öarna kom att bli sjöröveri, smuggling och slavhandel, då marken inte lämpade sig för plantageodling. Bland annat Svartskägg använde Bahamas som utgångspunkt under en period. För att bekämpa sjöröveriet uppnådde öarna status som brittisk kronkoloni år 1717. Mellan åren 1775 och 1783 ankom många lojalister och deras slavar till öarna, efter att ha flytt under det nordamerikanska frihetskriget.

### Självständighet och modern tid
År 1964 fick Bahamas inre självstyre. Fullständig självständighet uppnåddes den 10 juli 1973, då man också fick medlemskap i Samväldet. Efter självständigheten har landets historia präglats av att bygga upp en stark ekonomi samt ett fungerande politiskt system. Progressive Liberal Party (PLP) styrde landet från 1967 till 1992 med Lynden O. Pindling som premiärminister. Under perioden fick landet en ekonomisk tillväxt, även om perioden också kännetecknas av korruption och narkotikasmuggling. Bahamas har länge anklagats för att låta penningtvätt äga rum i landets banker. Fortsatt är kriminaliteten ett stort problem, jämte illegal invandring.
Free National Movement (FNM) tog över regeringsmakten 1992 till och med 2002. Efter det har regeringsmakten i Bahamas växlat mellan partierna, PLP 2002–2007 samt 2012–2017 och FNM 2007–2012 samt sedan 2017.

## Geografi

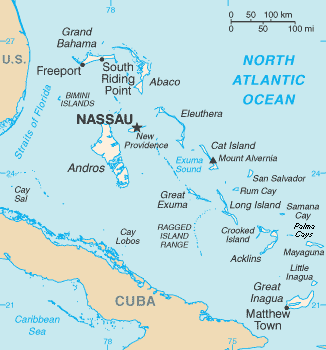
Karta över Bahamas.

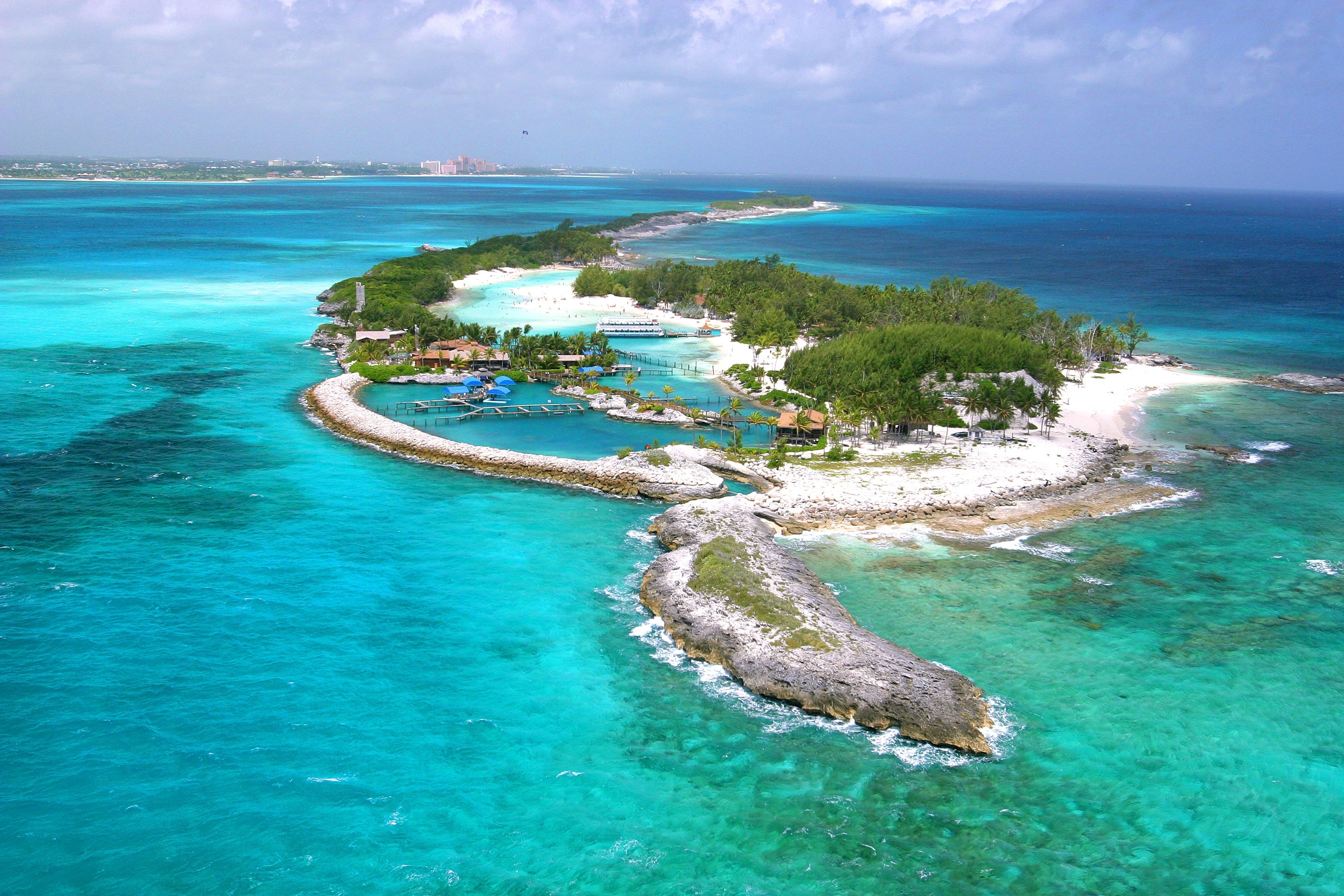
Privatägda Blue Lagoon Island, strax utanför Nassau.

Bahamas utgörs av ett brett band om cirka 700 korallöar, som ligger utspridda under 800 kilometer mellan Florida och Haiti. Den totala landarealen är 10 010 kvadratkilometer. De tre största öarna till ytan är Andros (5 960 km²), Great Abaco (1 680 km²) och Grand Bahama (1 370 km²). Huvudstaden Nassau är belägen på ön New Providence. På Grand Bahama ligger landets andra största stad, Freeport. Ett 20-tal av de större öarna är bebodda. Bortsett från de cirka 700 öarna omfattar även öriket cirka 2 400 mindre rev och skär.
Majoriteten av öarna sträcker sig enbart ett fåtal meter över vattenytan, där den största ön, Andros, har sin högsta punkt 22 m ö.h. Den högsta punkten, Mount Alvernia, ligger 63 m ö.h. på Cat Island. Flera av öarna har längs den nordöstra sidan rader av sandkullar. Dessa har skapats av passadvindarna samt vågtransport och är särskilt omfattande på Long Island och Eleuthera.
I sydöst utgör Turks- och Caicosöarna en naturlig fortsättning av Bahamas, men tillhör inte statsbildningen.

### Klimat
På öarna råder ett subtropiskt klimat. Under vintern ligger medeltemperaturen på 21 °C och under sommaren 27 °C. Det är sällsynt att temperaturen faller under 16 °C eller stiger över 32 °C. I genomsnitt uppgår nederbörden till 1 400 mm per år, men tack vare en hög avdunstning i delar av landet medför det ändå en relativt torr miljö. Ögruppen får en svalkande effekt av ihållande vindar. Tropiska orkaner orsakar ofta stor förödelse på öarna under orkansäsongen från juni till november.
Uppmätta normala temperaturer och -nederbörd i Nassau:
|                                            | Jan  | Feb  | Mar  | Apr  | Maj   | Jun   | Jul   | Aug   | Sep   | Okt   | Nov  | Dec  |
| ------------------------------------------ | ---- | ---- | ---- | ---- | ----- | ----- | ----- | ----- | ----- | ----- | ---- | ---- |
| Normaldygnets maximitemperaturs medelvärde | 25,6 | 25,7 | 26,7 | 27,9 | 29,6  | 31,1  | 32,0  | 32,1  | 31,5  | 30,0  | 28,0 | 26,4 |
| Normaldygnets minimitemperaturs medelvärde | 17,1 | 17,3 | 17,9 | 19,3 | 21,1  | 23,0  | 23,7  | 23,8  | 23,5  | 22,3  | 20,5 | 18,4 |
|                                            |      |      |      |      |       |       |       |       |       |       |      |      |
| Nederbörd                                  | 47,2 | 49,0 | 54,4 | 69,3 | 104,9 | 218,9 | 160,5 | 235,5 | 163,1 | 163,1 | 80,5 | 50,0 |

| Diagram | temperaturer i °C • månadsnederbörd i mm | temperaturer i °C • månadsnederbörd i mm | temperaturer i °C • månadsnederbörd i mm | temperaturer i °C • månadsnederbörd i mm | temperaturer i °C • månadsnederbörd i mm | temperaturer i °C • månadsnederbörd i mm | temperaturer i °C • månadsnederbörd i mm | temperaturer i °C • månadsnederbörd i mm | temperaturer i °C • månadsnederbörd i mm | temperaturer i °C • månadsnederbörd i mm | temperaturer i °C • månadsnederbörd i mm | temperaturer i °C • månadsnederbörd i mm |
|         | 47 26 17                                 | 49 26 17                                 | 54 27 18                                 | 69 28 19                                 | 105 30 21                                | 219 31 23                                | 161 32 24                                | 236 32 24                                | 163 32 24                                | 163 30 22                                | 81 28 21                                 | 50 26 18                                 |

| Jan     | Feb     | Mar     | Apr     | Maj     | Jun     | Jul     | Aug     | Sep     | Okt     | Nov     | Dec     |
| ------- | ------- | ------- | ------- | ------- | ------- | ------- | ------- | ------- | ------- | ------- | ------- |
| 23,3 °C | 23,2 °C | 23,8 °C | 25,3 °C | 26,7 °C | 28,2 °C | 29,4 °C | 30,1 °C | 29,6 °C | 28,4 °C | 26,3 °C | 24,7 °C |

### Växt- och djurliv
På den större nordvästliga öarna breder vidsträckta skogar av karibisk tall ut sig. Vegetationen består annars huvudsakligen av buskar och låga träd. Ej giftiga grodor, ödlor och ormar dominerar djurlivet i Bahamas. I grottor längs de mer klippiga kusterna lever fladdermöss, och bland större däggdjur finns en art agutier samt en art av tvättbjörnar. Alla ovan nämnda djurarter har minskat i antal. Öarnas nationalfågel är flamingon. Flera djurarter, främst får, hästar och annan boskap, har introducerats till öarna från Europa. Havet runt omkring är rikt på fisk och andra ätliga havsdjur, såsom trumpetsnäckor och languster.

### Naturskydd
Landet har tolv stycken nationalparker. De är främst avsedda att skydda nationalfågeln samt för att bevara marina miljöer, såsom korallrev.

## Styre och politik

### Författning och styre
Landet är en självständig medlem av Samväldet. Statsöverhuvud är den brittiska monarken som företräds av en bahamansk generalguvernör, som utses på förslag av premiärministern. Bahamas parlament består av en senat och ett representanthus. Senatens 16 ledamöter väljs av generalguvernören i samråd med premiärministern och oppositionsledaren, medan representanthusets 39 ledamöter väljs i allmänna val. Mandatperioderna är maximalt fem år. Rösträtt erhålls vid 18 års ålder.

### Administrativ indelning

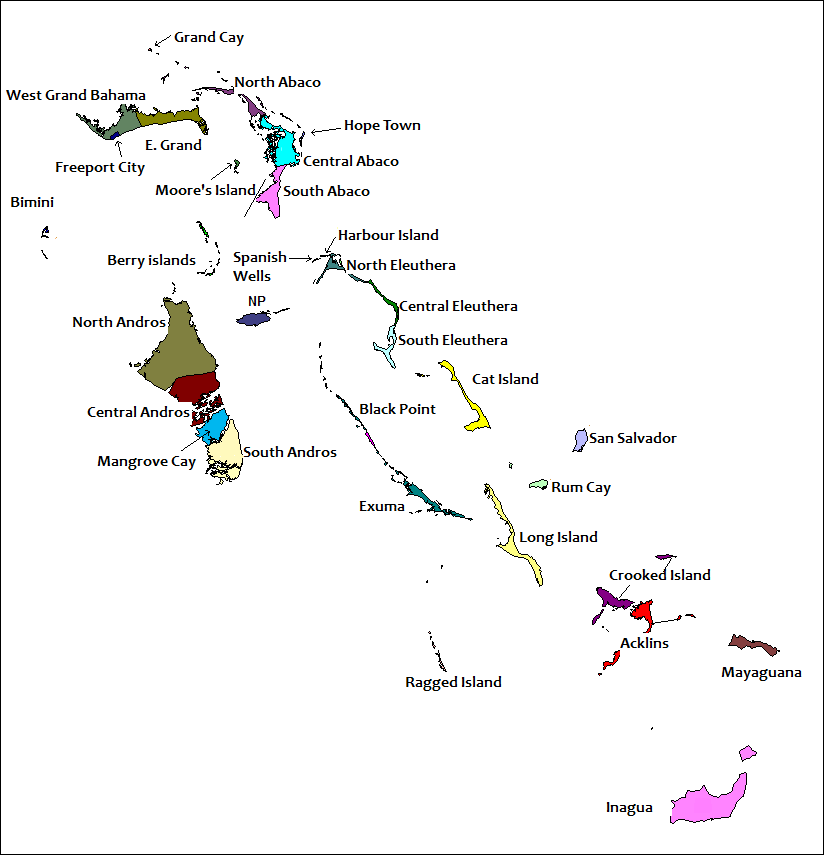
Bahamas distrikt.

Landet delas in i 32 stycken distrikt, där alla har ett eget lokalt styre förutom New Providence som styrs direkt av centralregeringen.
| - Acklins - Berry Islands - Bimini - Black Point - Cat Island - Central Abaco District - Central Andros District - Central Eleuthera District - City of Freeport District - Crooked Island - East Grand Bahama District - Exuma - Grand Cay - Harbour Island - Hope Town - Inagua | - Long Island - Mangrove Cay - Mayaguana - Moore's Island - New Providence - North Abaco District - North Andros - North Eleuthera District - Ragged Island - Rum Cay - San Salvador - South Abaco District - South Andros - South Eleuthera - Spanish Wells - West Grand Bahama |  |

### Politik
Politiken i Bahamas domineras fullständigt av två partier, Progressive Liberal Party (PLP) och Free National Movement (FNM). Bägge partierna kan placeras in i mitten på den politiska skalan. Landet styrdes till en början av PLP, med Lynden O. Pindling som premiärminister. År 1992 segrade istället FNM i valet och Hubert Ingraham ersatte Pindling. PLP kunde återta regeringsmakten 2002 med Perry Christie som partiledare, efter två mandatperioder i opposition. FNM och Ingram kunde återvända till regeringsmakten 2007 för att återigen förlora den till PLP och Christie 2012. År 2017 blev det återigen ett maktskifte, när FNM vann valet. Hubert Minnis blev då premiärminister. Vid valet 2017 valdes 5 kvinnor (13 procent) in i representanthuset.

### Rättsväsen
Rättsväsendet på Bahamas bygger i princip uteslutande på engelsk rätt. Domstolarna är organiserade i magistrates' courts och Supreme Court. För vissa grova brott kan dödsstraff utdömas.

### Internationella relationer
Utrikespolitiken präglas numera av nära relationer till USA, som dock tidigare riktat mycket hård kritik mot örikets hantering av penningtvätt och narkotikasmuggling. Man har även nära relationer till den tidigare kolonialmakten Storbritannien.

### Försvar

Bahamas örlogsflagga.

Bahamas har ett försvar (Royal Bahamas Defense Force) som är uppbyggt på frivillighet och som främst fokuserar på kustbevakning, men även på att hjälpa till vid naturkatastrofer. År 2020 uppgick styrkan till cirka 1 500 personer. Större delen av utrustningen köps från Nederländerna. Guyana åtnjuter tillgång till en marinbas i landet.

## Ekonomi och infrastruktur
Landets centralbank (Central Bank of The Bahamas) grundades 1974. Valutan är bahamansk dollar, även om amerikanska dollar är vida accepterat på öarna.

### Näringsliv
Bahamas är en av de starkaste ekonomierna i Västindien. Landets välstånd kommer främst ifrån turism och finansverksamhet. Årligen besöker omkring 1,6 miljoner turister ögruppen. Många banker och företag har valt att etablera sig i landet, tack vare avsaknaden av direkta skatter och landets liberala valutapolitik. Landet har därmed blivit lite av regionens ledande skatteparadis samt ett internationellt finanscentrum. Servicesektorn utgör 90 procent av Bahamas bruttonationalprodukt.

#### Jordbruk
Det saknas bra förutsättningar för jordbruk i landet. Man importerar omkring 80 procent av allt livsmedel. Fisket i Bahamas har fått en allt större betydelse, med de fisk- och hummerrika vatten som finns runt öarna samt odling av räkor. Landets export har i ökande grad kommit att baseras på det. Statliga initiativ för att öka landets industri, då främst syftande på jordbruk och fiske, har inte haft någon direkt framgång.

#### Energi och råvaror
All elektricitet produceras av fossila bränslen såsom råolja.
Naturtillgångar i landet är salt, aragonit och timmer.

#### Industri
En viss övrig industri finns i öriket, i form av tillverkning av souvenirer, läkemedel, cement, sprit, salt och trävaror samt oljeraffinering. Tillsammans med skaldjur utgör dessa varor grundstommen i landets export.

#### Tjänster och turism
Bank- och finansväsen sysselsätter 13 procent av bahamanerna, vilket är dubbelt så många som jordbruket och fisket sysselsätter tillsammans. Finanskrisen 2008–2009 slog hårt mot landet, i och med att de två viktigaste ekonomiska sektorerna drabbades av en stor tillbakagång.
Bahamas är regionens främsta turistland. Av de 1,6 miljoner turister som årligen besöker landet kommer merparten från USA, men även många kanadensare och britter besöker önationen. Normalt sett står turismen för omkring 60 procent av BNP. En stor andel är dock icke-övernattande turister som ankommer till landet med kryssningsfartyg. De 40 procent som väljer att övernatta har störst betydelse för landets ekonomi. Många lockas av öarnas behagliga klimat men även bad, dykning, vattensporter, fiske, golf samt öarnas historia med omfattande piratverksamhet lockar dit turisterna. Främst besöker människor ön New Providence och Nassau, där man precis norr om staden har exploaterat Paradise Island med omfattande turistanläggningar. Även ön Grand Bahama som ligger betydligt närmare USA:s kust (knappt 100 kilometer) har utvecklats till ett turistmål med hjälp av amerikanskt kapital, bland annat har kasinon och lyxhotell byggts där.

### Handel
Landets överlägset viktigaste handelspartner är USA. Andra viktiga nationer som man handlar med är Frankrike, Storbritannien, Turks- och Caicosöarna, Japan, Panama och Argentina. De huvudsakliga importvarorna utgörs av maskin- och transportutrustning, livsmedel och fossila bränslen. Främst exporterar man petroleum och languster (kräftor). Europeiska unionen och ett flertal andra länder undantar vissa bahamanska produkter från tullar genom Generalized System of Preferences.

### Infrastruktur

#### Transporter

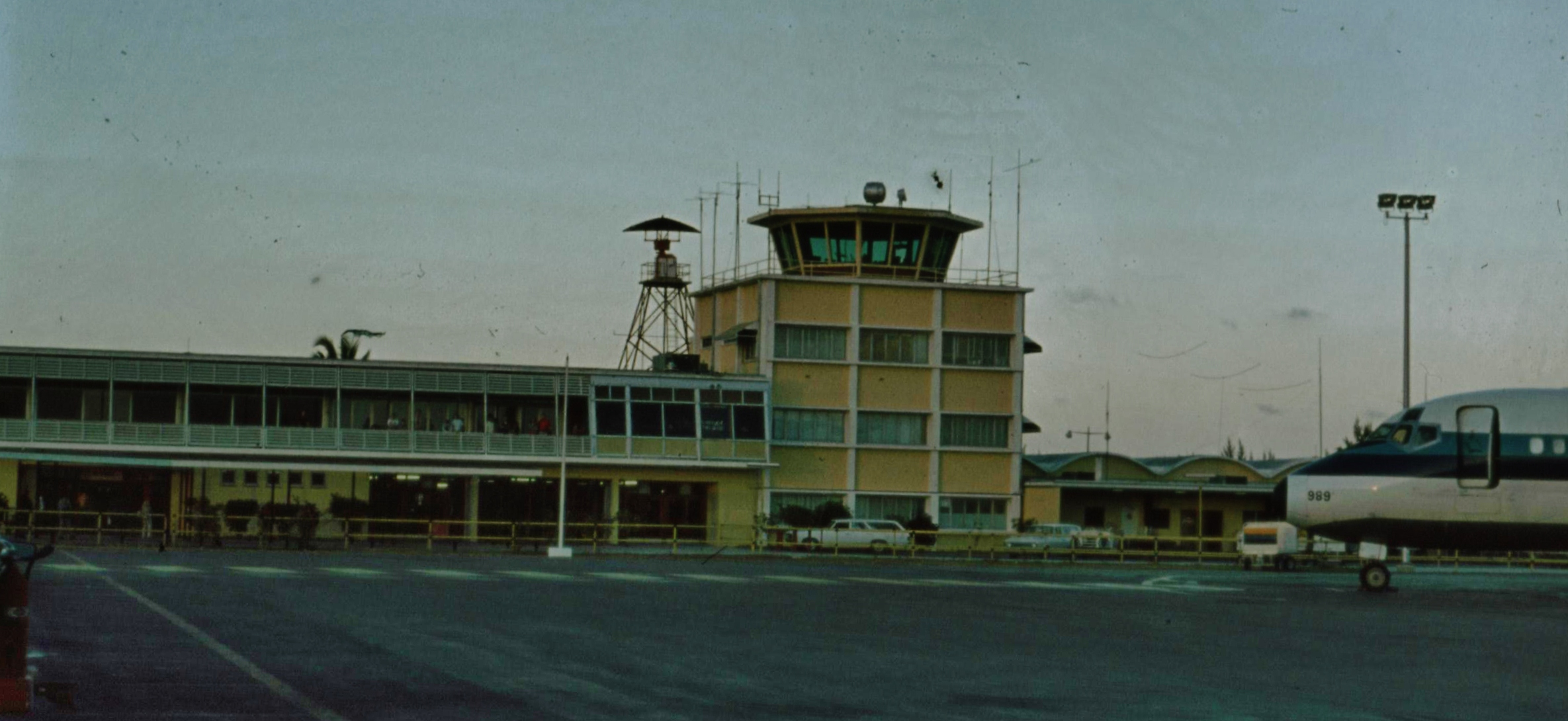
Flygplatsen i Nassau, 1976.

Internationella flygplatser finns vid Nassau på New Providence, vid Freeport på Grand Bahama samt på Exuma. Reguljärflyg kopplar ihop Nassau med såväl Nordamerika som Europa. Dussintals med flygplatser finns på de mindre öarna, som ansluter till internationella flygningar.
Vägnätet är 2 717 kilometer långt, och håller en hög standard på de större öarna.
Landets två huvudsakliga hamnar finns i Nassau och Freeport. Många utländska passagerar- och fraktfartyg besöker dessa årligen.

#### Utbildning

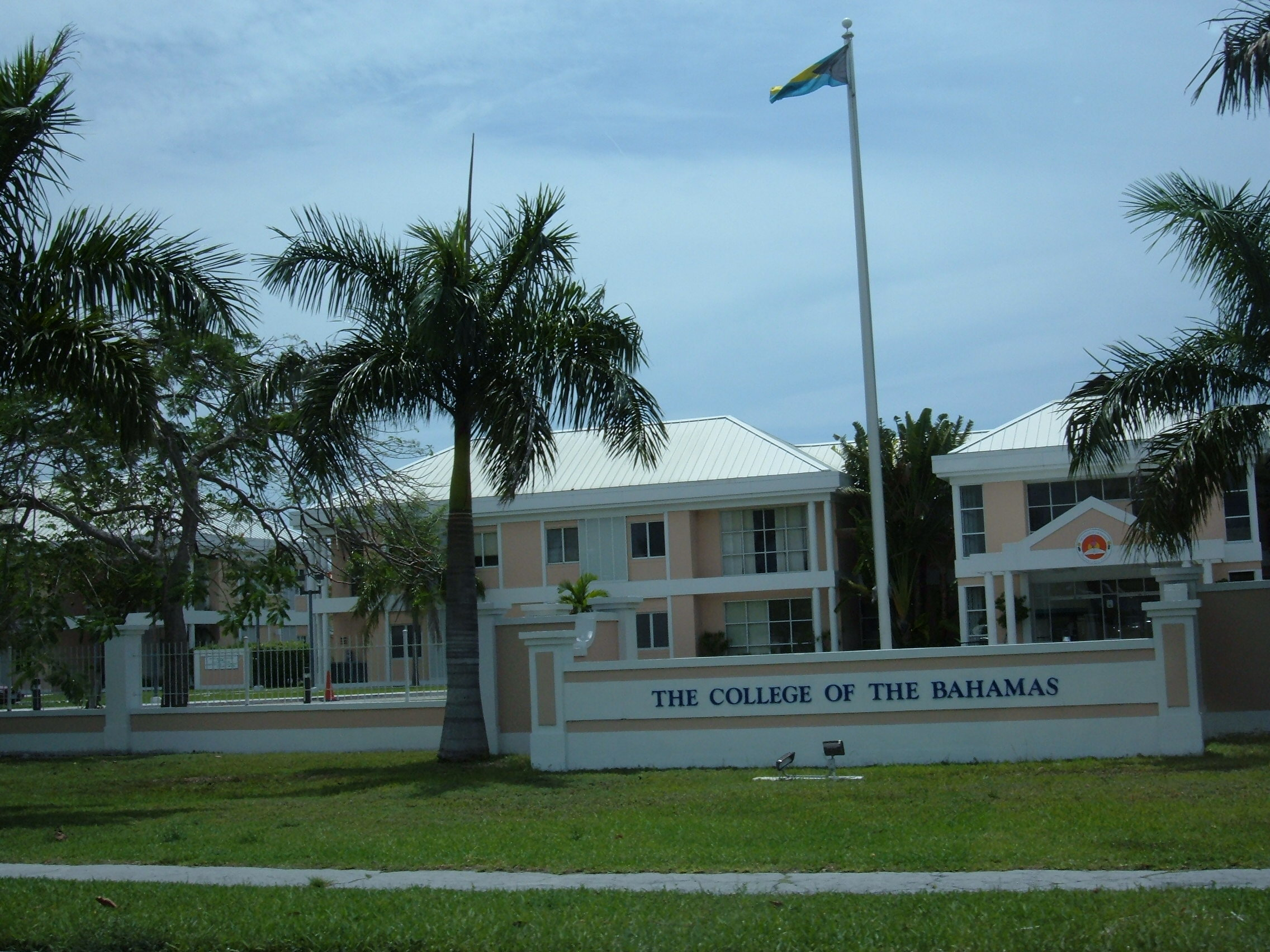
College of the Bahamas år 2006, numera University of the Bahamas.

Undervisningen är generellt sett utformad efter brittisk modell. För barn mellan 5 och 16 år är den obligatorisk och kostnadsfri i skolor som finansieras av staten. Det finns sammanlagt cirka 150 grundskolor och flera privata skolor, där några av dessa drivs i kyrklig regi.
En filial till University of the West Indies finns i Nassau, där främst utbildning inom turism och hotelladministration bedrivs. År 1992 startades ett college inriktat mot turismnäringen. Ytterligare finns University of the Bahamas i huvudstaden, med yrkesutbildningar till exempelvis tekniker och lärare. Utbildningens andel av statsbudgeten är cirka 10 procent (2009).

#### Sjukvård, andra viktiga samhällstjänster
Bahamas har ett omfattande socialförsäkringssystem som inrättades 1972. Det omfattar socialförsäkringar (pensioner och sjukförsäkringar), bidrag (socialbidrag och moderskapspenning) samt sociala tjänster (barnomsorg). Sjukvården är delvis skattefinansierad sedan 1990-talet. Man har också infört en arbetsskadeförsäkring.
Landets läkare och sjukhus är koncentrerade kring huvudstaden, men man arbetare med "flying-doctor-service" som sänder ut läkare till öar med mindre utbyggd hälsovård. Det fanns drygt 3 sjukhussängar per 1 000 invånare i Bahamas år 2007. Cirka 7 procent av landets BNP utgörs av hälso- och sjukvårdssektorn.

## Befolkning

### Demografi
Landets invånarantal uppgår uppskattningsvis till 352 655 år 2021. Det ger öarna en befolkningstäthet runt 25 invånare per kvadratkilometer, vilket är relativt lågt efter västindiska förhållanden. Hälften av invånarna lever i huvudstaden Nassau och drygt 70 procent på ön New Providence, där huvudstaden ligger. Cirka 83,4 % av befolkningen lever i städer (2021).
Enligt beräkningar från år 2010 var 90,6 % av landets befolkning svarta, 4,7 % vita, 2,1 % svarta och vita, 1,9 % övriga och 0,7 % ospecificerade.

### Språk
Officiellt språk på öarna är engelska, där en standardvariant används som administrationsspråk och undervisningsspråk. Talspråket på öarna är i varierande utsträckning influerat av kreolska drag.

### Religion

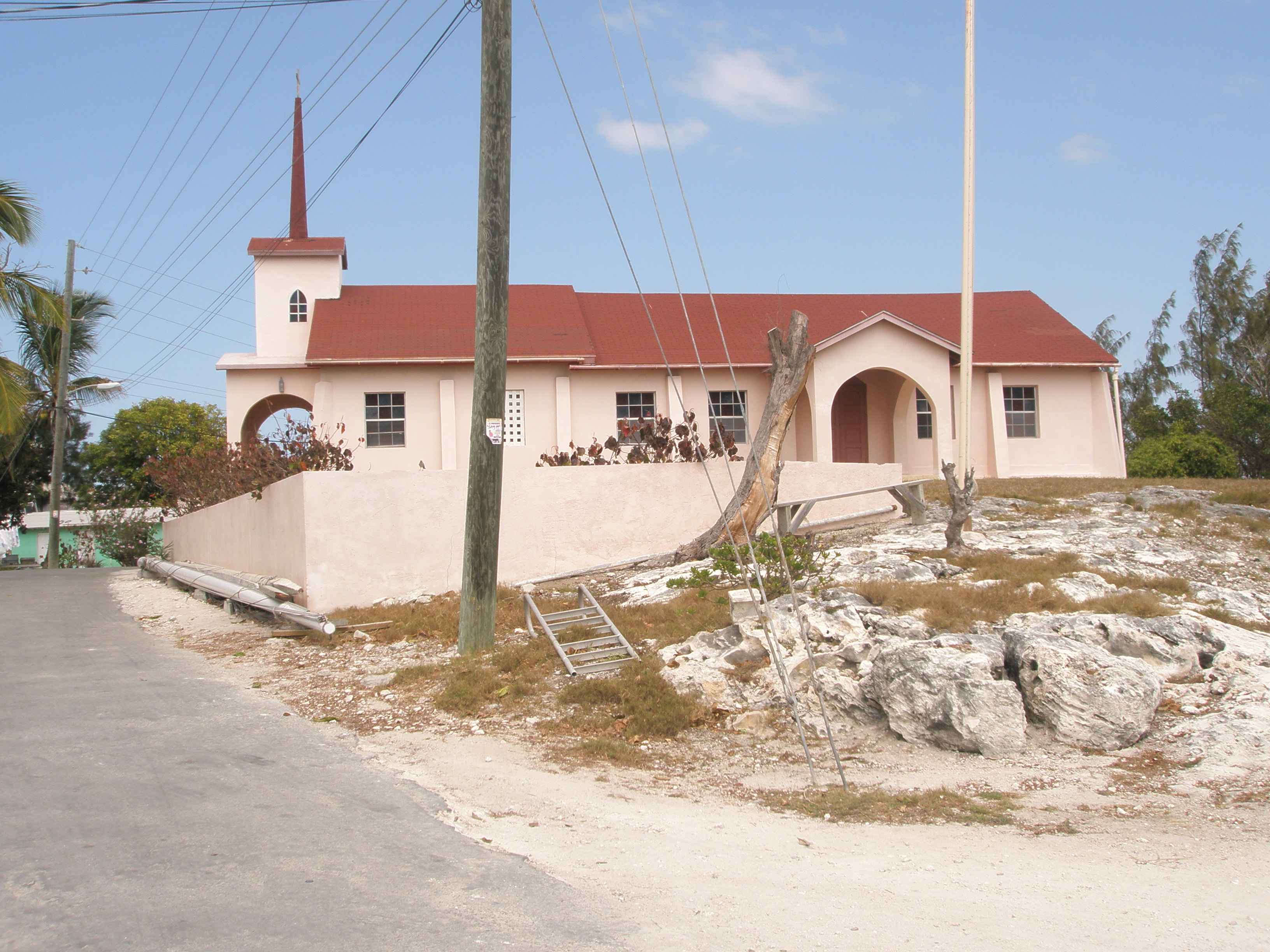
Kyrka i Bahamas.

Anglikanska och reformerta kyrkor dominerade på ön sedan 1629, efter britternas ankomst. Dock har evangeliska och karismatiska rörelser fått en ökad betydelse på öarna, som spridits dit från USA. Omkring 18 procent av invånarna är katoliker. Många av kyrkorna har inlett ett samarbete genom Caribbean Conference of Churches, som främst syftar till socialt arbete för fattiga och marginaliserade.
Enligt beräkningar från år 2010 var 69,9 % av landets befolkning protestanter, med 34,9 % baptister, 13,7 % anglikaner, 8,9 % pentekostaler, 4,4 % sjundedagsadventister, 3,6 % metodister, 1,9 % Church of God, 1,6 % bröder samt 9 % övriga. 12 % var katoliker, 13 % övriga kristna (inkluderar 1,1 % Jehovas vittnen), 0,6 % övriga religioner, 1,9 % icke-troende samt 2,6 % ospecificerade.
Ett antal människor, främst på de södra och östra öarna utövar obeah, en spiritualistisk religion som bär likheter med voodoo. Voodoo utövas också, men nästan enbart av invandrare från Haiti, Kuba, Dominikanska republiken och Jamaica.

### Hälsa
Beräkningar från år 2018 uppgav att 1,8 % av den vuxna befolkningen led av HIV eller aids, den tredje högsta andelen av befolkningen i ett land utanför Afrika, efter Belize och Haiti. Landet bekymras även av en ökande andel människor med alkohol- och  drogmissbruk samt fetma.

## Kultur

### Massmedier
I landet finns tre stycken dagstidningar: Nassau Guardian (14 000 exemplar), Nassau Daily Tribune (12 000 exemplar) och Freeport News (4 000 exemplar). Den förstnämnda grundades redan 1844.
Bahamas statliga radio- och TV-bolag heter Broadcasting Corporation of Bahamas (BCB) och grundades 1936. De sänder radio i fyra kanaler och TV i en kanal. Av TV-programmen som sänds består 75 procent av importerat material. Det finns även fyra privatägda TV-stationer som konkurrerar på lika villkor med BCB. Även många privägda radiostationer sänder i landet. I juli 2018 beräknades 85 procent av befolkningen ha tillgång till Internet.

### Konstarter

#### Musik
Den traditionella musiken på öarna har delvis sina rötter i kristna hymner. Många folksånger och spirituals spreds av sångaren och gitarristen Joseph Spence (1910–1984). Den bahamanska folksången "Sloop John B" populariserades av The Beach Boys (1966) och fick senare svensk text i form av "Jag hade en gång en båt" med Cornelis Vreeswijk.
Världshitten "Who Let the Dogs Out?", spelades in av Baha Men år 2000 som är från Bahamas.

### Traditioner

#### Matkultur
Det bahamanska köket är ett blandkök, som fått många av sina ingredienser från olika håll. Maniok och chilipeppar introducerades av de första invånarna från Sydamerika. Vidare förde afrikanska slavar med sig jams och okra. Även influenser från de olika nationella köken i Europa har kommit till öarna. De rika fångsterna från havet präglar också matkulturen, där languster, sjöborrar och havsabborrar är vardagsmat.

### Idrott

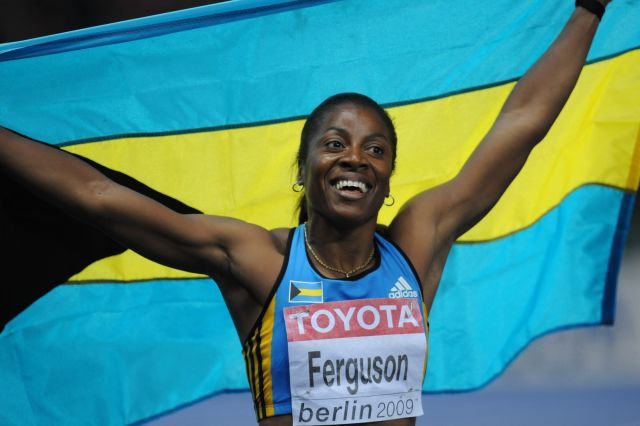
Kortdistanslöparen Debbie Ferguson-McKenzie.

Många bahamaner utövar och följer cricket och fotboll, vilket kan förväntas med tanke på öns långa historia som brittisk koloni. En sport som ökar i popularitet är basket. Landet har också utmärkt sig i friidrott, tennis och segling. Bahamas olympiska kommitté bildades 1952.

## Internationella rankningar
| Organisation                                | Undersökning                   | Rankning  |
| ------------------------------------------- | ------------------------------ | --------- |
| Heritage Foundation/The Wall Street Journal | Index of Economic Freedom 2021 | 70 av 178 |
| Reportrar utan gränser                      | Pressfrihetsindex 2021         | N/A       |
| Transparency International                  | Korruptionsindex 2020          | 30 av 180 |
| FN:s utvecklingsprogram                     | Human Development Index 2019   | 58 av 189 |